# Hannoverscher Volks-Kalender
Der Hannoversche Volks-Kalender, auch Hannoverscher Volkskalender, zeitweiliger Untertitel Freytagscher evangelischer Kalender, war ein über gut ein Jahrhundert erschienenes Periodikum und christlicher, evangelischer Almanach. Das Blatt erschien zunächst von 1870 bis 1879 in Hannover bei Meyer, anschließend bis zur Ausgabe Nummer 102 im Jahr 1971 im Verlag Heinrich Feesche. Begründer und erster Herausgeber der Schrift war der Pastor Julius Freytag in Ilfeld. Späterer Herausgeber war der am Stephansstift in Hannover tätige Pastor Paul Oehlkers. Sein Nachfolger wurde Karl Lemmermann und ab 1939 der in Lenthe tätige Pastor Karl Meyer (1893–1960), der das Blatt, das im 91sten Jahrgang 1960 mit dem Hermannsburger Volkskalender vereinigt wurde, bis in sein Todesjahr „zum Besten des Stephansstiftes in Hannover“ herausgab. Zuletzt wurde der Freytagsche Kalender 1971 von Superintendent Adolf Marahrens herausgegeben.